# La Rinconada de la Sierra
La Rinconada de la Sierra è un comune spagnolo di 185 abitanti situato nella comunità autonoma di Castiglia e León.